# Юсупова, Татьяна Николаевна
Княжна Татьяна Николаевна Юсупова (14 февраля 1866, Женева — 27 июня 1888) — дочь князя Николая Борисовича Юсупова-младшего, младшая сестра наследницы всего фамильного состояния Юсуповых Зинаиды. Названа в честь матери.
Фрейлина двора (05.06.1883), скончалась от тифа (по официальной версии, которая ставится под сомнение, то есть намекается на самоубийство).
Замуж выйти не успела. Предметом её несчастной влюбленности, о чём известно из дневника, был друг детства великий князь Павел Александрович. Писала любительские стихи, в том числе на французском языке.

## Могила
Была похоронена в усадьбе «Архангельское», у старинной церкви Михаила Архангела. В 1908 году к ней был подзахоронен погибший на дуэли племянник Николай Феликсович Юсупов, которого позже предполагалось перезахоронить в специально возводящейся усыпальнице-колоннаде, что не было осуществлено.
Скульптура Марка Антокольского «Ангел молитвы» была установлена как надгробие княжны Татьяны. Скульптор, судя по его письмам к Зинаиде Николаевне Юсуповой — заказчице работы, начал работу над ней в Париже в конце 1892 года, спустя 4 года после смерти девушки.

В анонимной статье «В мастерской Антокольского» описывается работа над ней: 
«Я зашел в соседнюю комнату, где работал Марк Матвеевич. Это была мастерская. На каменном полу лежала кучками мокрая глина, валялся гипс и были разбросаны разные инструменты и технические приспособления. Статуй здесь было две. Одна, ещё из глины, не оконченная — М.М. над нею и работал — представляла собою высокую, стройную женщину-ангела с крыльями, стремящуюся в высь (заказ для памятника). Не смотря на то, что фигура была мало выработана, она поразила меня своей красотой, легкостью и грациозностью. Она целиком тянется вверх с такой стремительностью, что кажется, вот ещё миг — и она улетит. М.М. работал нервно, лихорадочно. Он вырабатывал складки платья женщины. Смелой рукой прибавлял он тут и там куски глины, быстро срезывал лишнее, отходил в сторону, бросал внимательный нервный взгляд, опять подходил, снова срезывал, подправлял, сильно нажимал ладонью на мокрую глину, проводил пальцем складку…».
Памятник был поставлен в 1899 году.
Статуя стояла на плите до 1936 года, затем её перенесли в павильон «Чайный домик», чтобы уберечь от неблагоприятного воздействия атмосферных осадков и перепадов температуры, а на могиле была установлена копия.
Существуют её копии, одна из них, авторская, установлена в Юсуповском дворце на Мойке

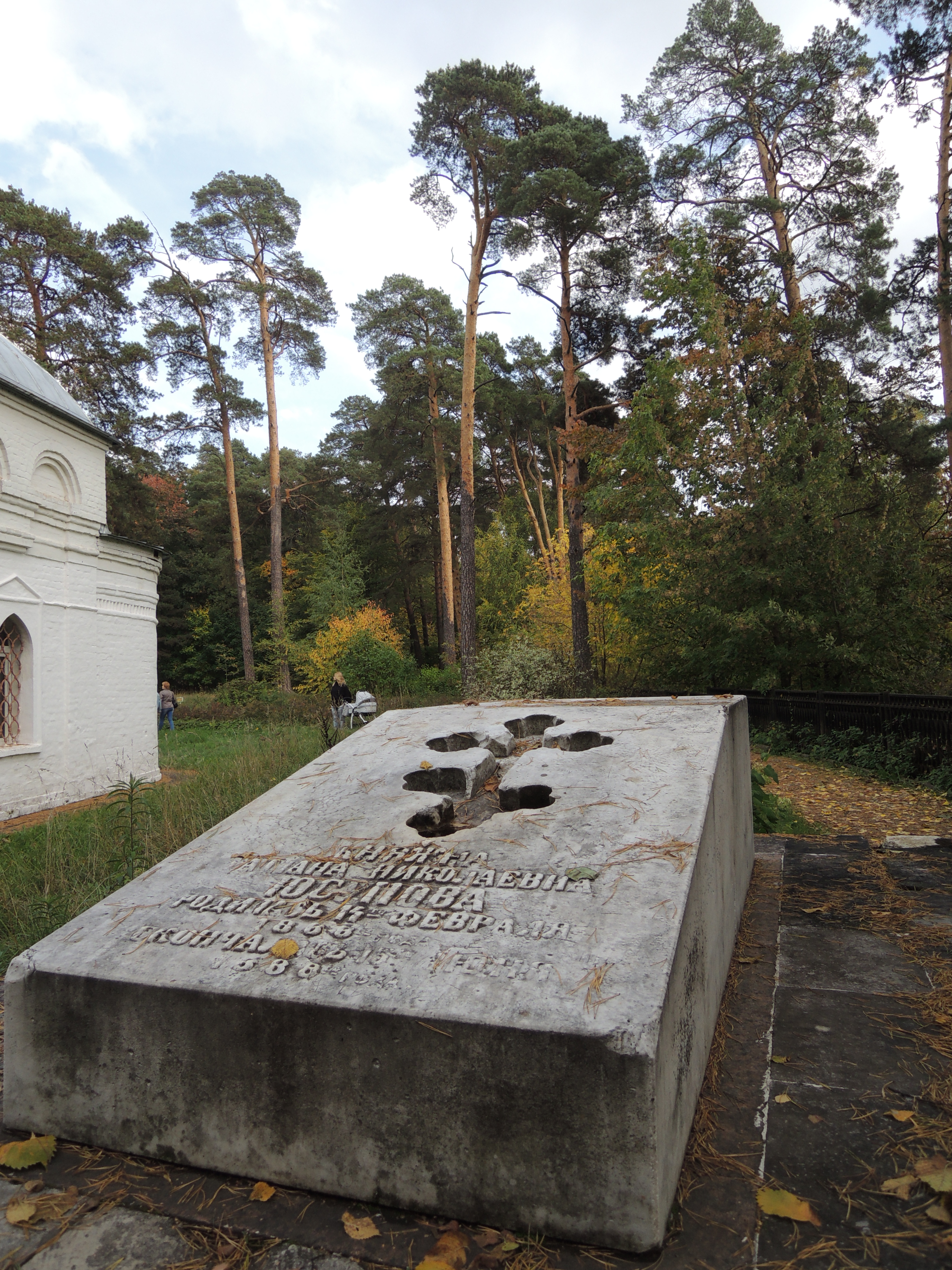
2014 год: опустевшее надгробие (копию статуи еще не поставили)
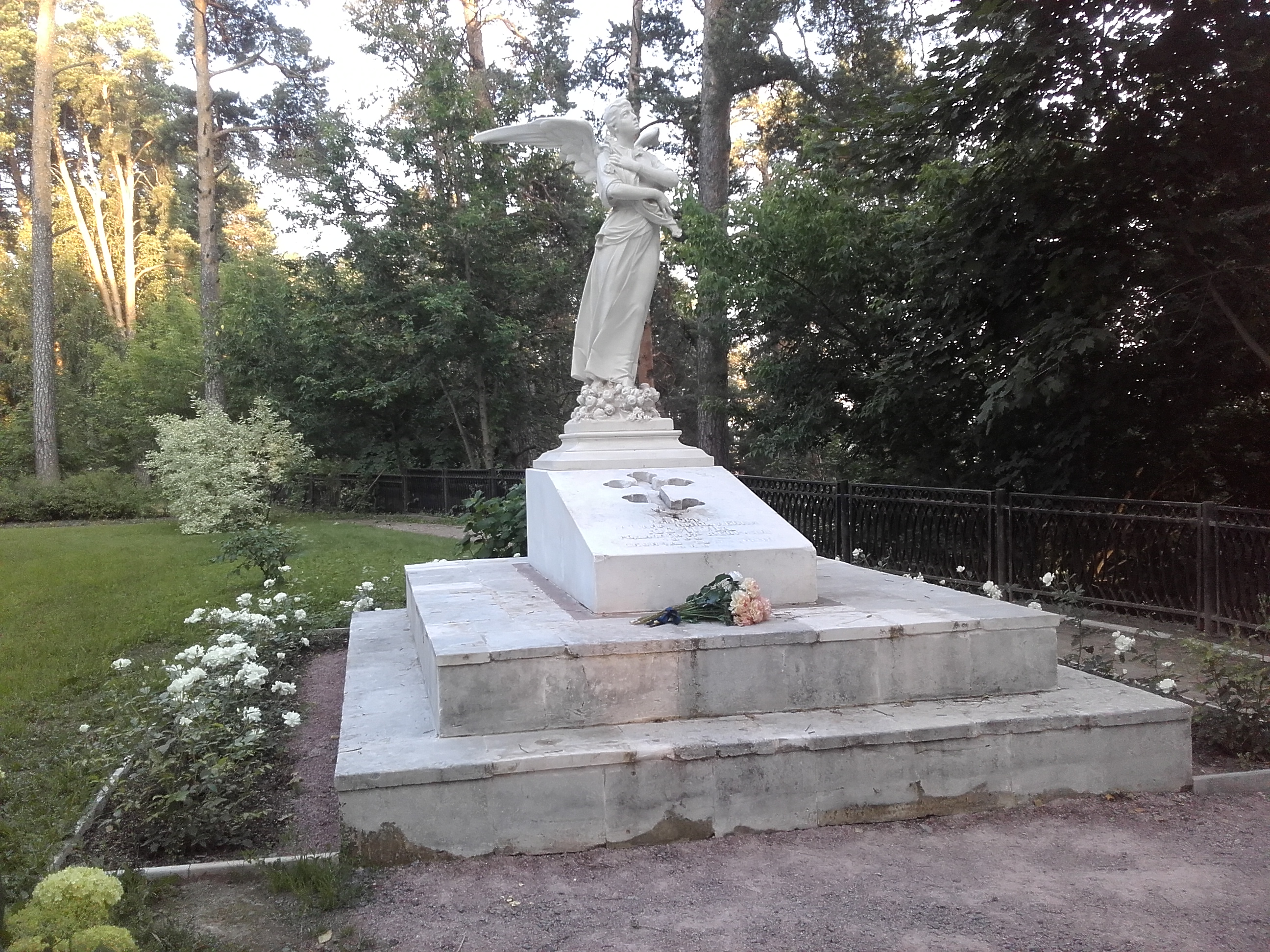
Современный вид надгробия (с копией статуи)
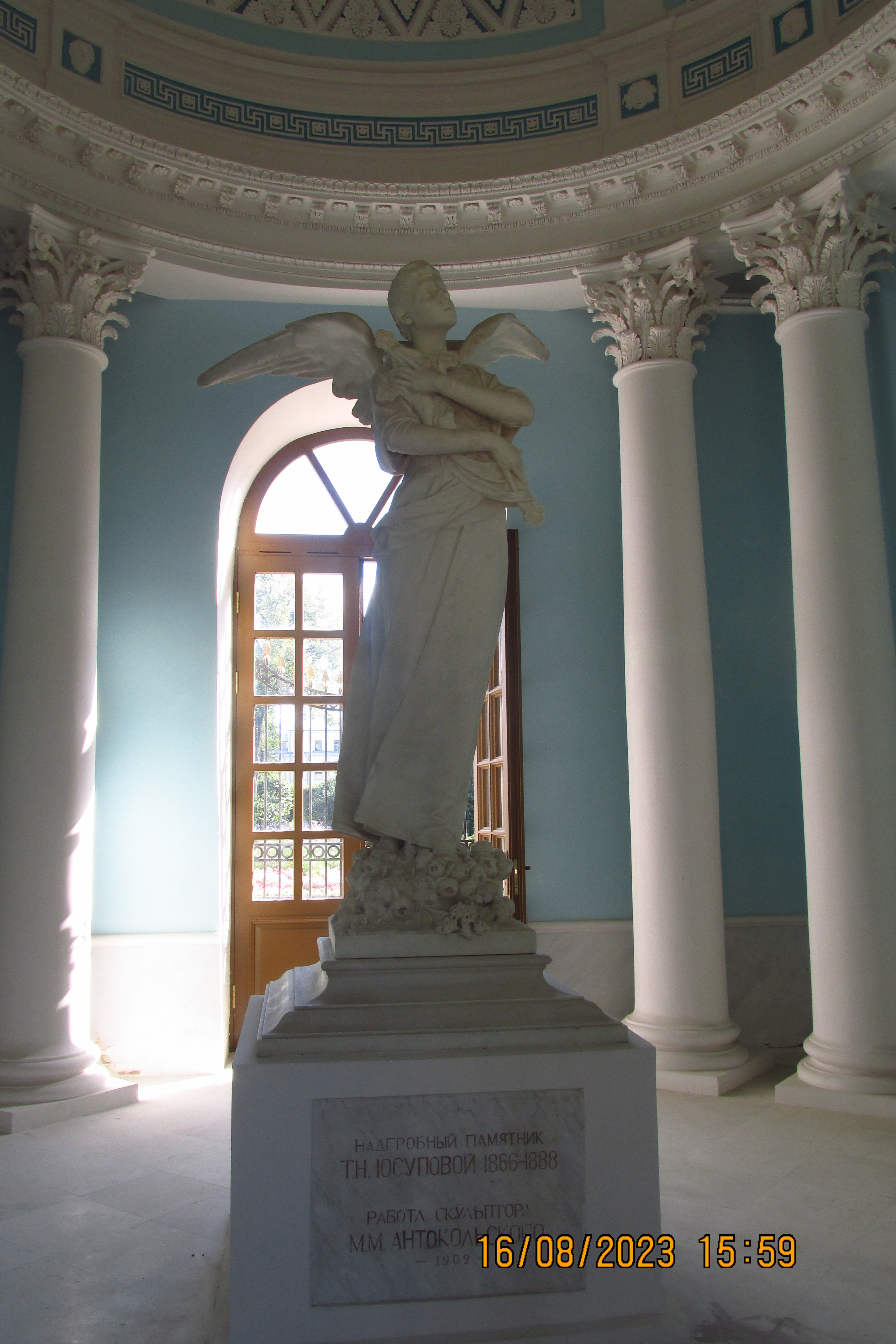
Оригинал под крышей Чайного домика
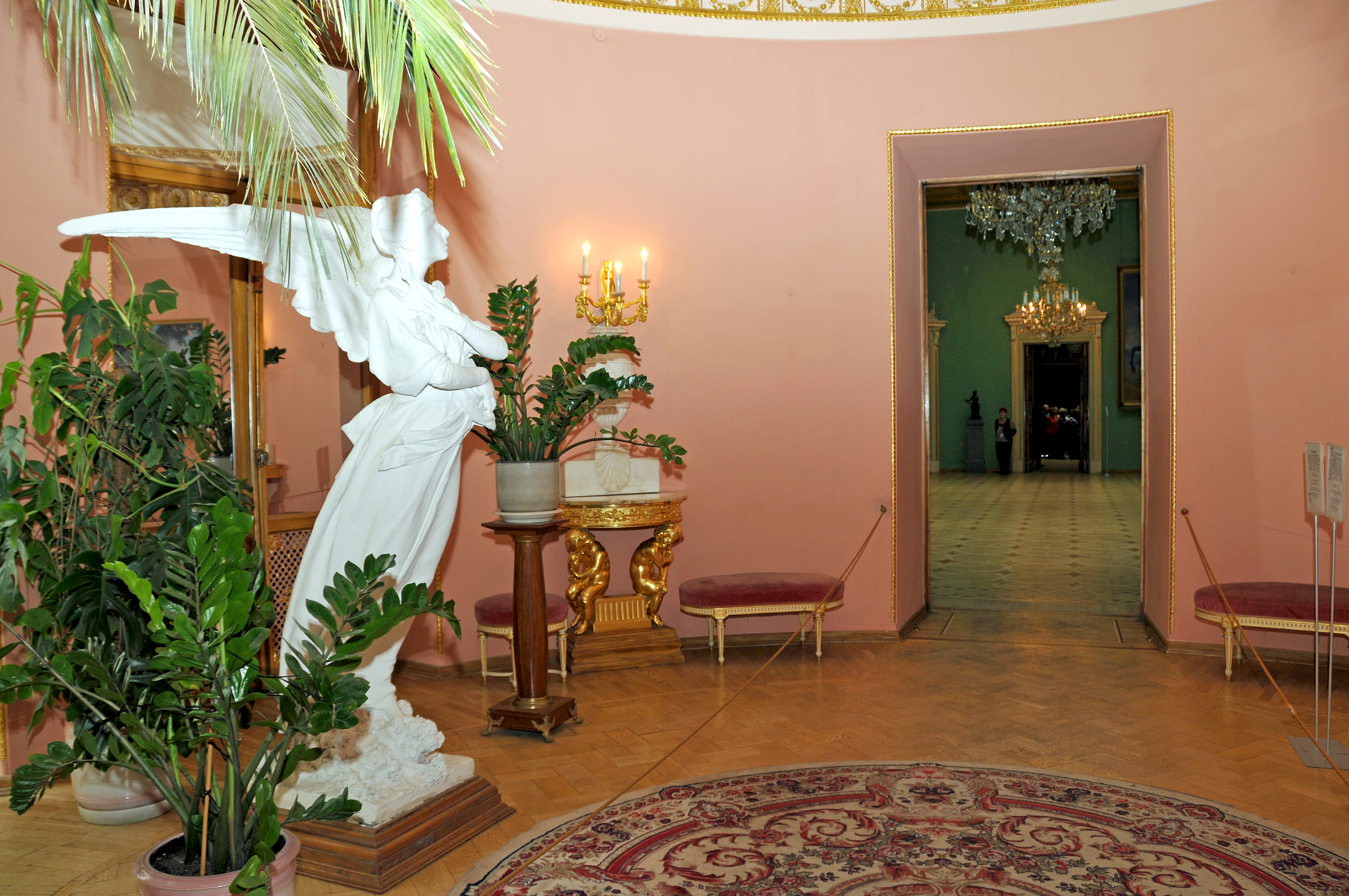
Копия в Юсуповском дворце